# Трирский университет
Трирский университет (нем. Universität Trier) — государственное высшее учебное заведение, первоначально основан в 1473 году и в 1798 году прекратил своё существование. После 172-летнего перерыва был восстановлен 15 октября 1970 года. Административно тесно связан с теологическим факультетом Трира (независимое учебное заведение). Сегодня в университете учатся более 15.000 студентов на шести факультетах.

## Структура университета

### Факультеты
Университет состоит из шести факультетов. Нумерация факультетов произведена в соответствии с порядком их образования.
- FB I — Педагогика, философия, психология, психобиология (2322 учащихся, 15,9 %)
- FB II — Лингвистика, литературоведение, медиаведение, фонетика, германистика, компьютерная лингвистика (3573 учащихся, 24,5 %)
- FB III — Египтология, история, античная археология, искусствоведение, папирология, политология (1842 учащихся, 12,6 %)
- FB IV — Экономика, социология, математика, информатика, информационная экономика (3179 учащихся, 21,8 %)
- FB V — Юриспруденция (1498 учащихся, 10,3 %)
- FB VI — География, науки о Земле (1662 учащихся, 11,4 %)